# Veliki Okič
Veliki Okič – wieś w Słowenii, w gminie Videm. W 2018 roku liczyła 80 mieszkańców.